# 稲城市歌
「稲城市歌」（いなぎしか）は、日本の東京都稲城市が2021年（令和3年）11月1日に制定した市歌である。同年の市制施行50周年記念事業の一環として制定された。

## 解説
1971年（昭和46年）11月1日に市制施行した稲城市では、市内に在住していた実業家（関東文化開発グループ元社長）の森川幸吉が自ら作詞して市にシングル盤を寄贈した新民謡の「稲城梨唄」「稲城繁盛節」が市に関連する楽曲として存在し、A面収録の「稲城梨唄」の歌碑が稲城市役所近くに建てられている。また、2009年（平成17年）には歌手のシルヴィアが生前最後にリリースした遺作としても知られる「愛の街 稲城」が市のイメージソングに採用されている。
同じ東京都多摩地域で2018年（平成30年）に市歌を制定した小金井市の調査に対し、稲城市では上記の各楽曲につき「市歌ではなく他の位置付けの曲目がある」と回答していたが、それから2年後の2020年（令和2年）に、翌2021年（令和3年）の市制50周年記念事業として正式に市歌を制定する方針を表明した。
作詞と作曲はいずれも日本全国からの公募によるもので、まず歌詞を2020年（令和2年）4月から6月にかけて募集し、45作品の中から札幌市在住の応募者の作品を選定。そしてこの歌詞に合わせ、同年9月1日から10月30日にかけて楽曲を募集し、169作品の中から稲城市矢野口在住の応募者の作品が選定された。市による制定告示は2021年11月1日付で行われ、同年11月6日に開催された市制施行50周年記念式典で初演奏が行われた。

### 活用例
2023年（令和5年）3月1日から、防災行政無線の午後5時の時報に「稲城市歌」を採用した。さらに同年9月1日から、防災行政無線の「稲城市歌」の音源を、稲城市ゆかりの音楽家集団「iMUSICA（アイムジカ）」の演奏へ変更した。
その他の活用例として、「稲城市歌」のCDを制作して稲城市立図書館全館で貸出を行う、市役所の電話保留音を「稲城市歌」に変更するなどして、市民への浸透を図っている。